# Ulla Bruncrona
Ulla Bruncrona, född 1943 i Finland, är en finlandssvensk översättare av skönlitteratur från franska till svenska.
Hon är bosatt i Paris och står för den svenska översättningen av de flesta av Nobelpristagaren (2008) Jean-Marie Gustave Le Clézios romaner. Hon har kännetecknat Le Clézios stil och språk som "musikaliskt och sensuellt och förtätat". Det var med denne författare hon inledde sin översättarkarriär, med hans roman Terra amata (originalet 1967, svensk översättning 1969). Redan tidigare fanns dock tre av Le Clézios romaner på svenska: Rapport om Adam, Febern och Syndafloden, den första översatt av Aslög Davidson och de två senare av C.G. Bjurström.
Bruncrona har utöver elva romaner av Le Clézio även översatt 40 andra verk, bland annat av författarna Martin Gray (5 verk, 1972–1985), Milan Kundera (5 verk, 1984–2002), Elie Wiesel (5 verk, 1985–1996), Jean Echenoz (4 verk, 1986–2004) och Andreï Makine (7 verk, 1997–2004).
Milan Kunderas uppmärksammande Varats olidliga lätthet (1984) översattes samma år till svenska av Ulla Bruncrona. Tillsammans med Katarina Frostenson har hon även tolkat texter av poeten Henri Michaux i en omfattande urvalsvolym, Bräsch (1987).
2007 tilldelades Ulla Bruncrona det första Jacques och Sabine Outin-priset, ett nystiftat pris på 50 000 kronor till översättare med inriktningen franska till svenska.

## Priser och utmärkelser
- 1993 – Stiftelsen Natur & Kulturs översättarpris
- 2007 – Jacques och Sabine Outin-priset
- 2007 – Albert Bonniers 100-årsminne
- 2009 – Svenska Akademiens översättarpris